# Ashiyu

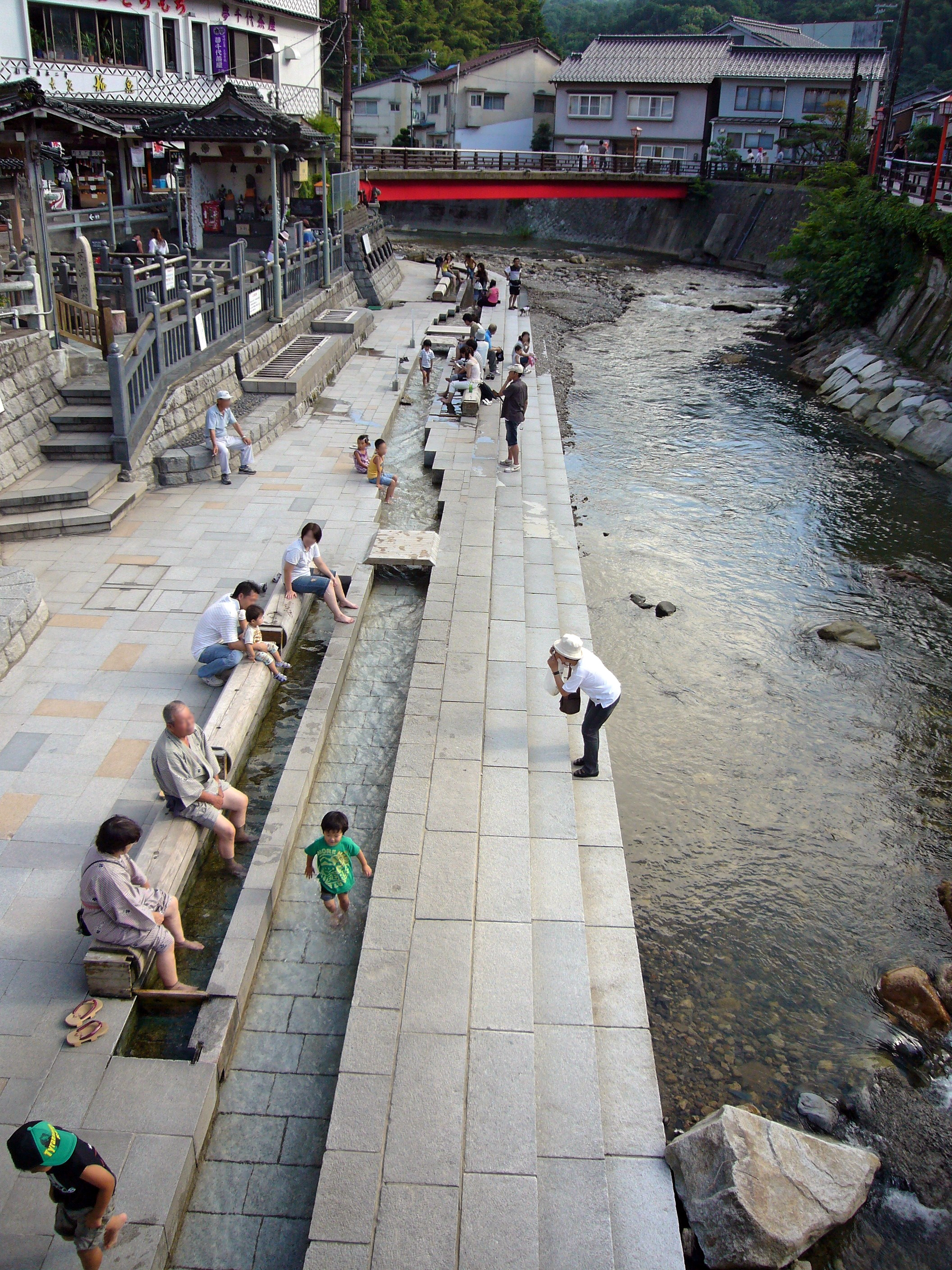
Fußbad im Yumura Onsen

Ein Ashiyu (jap. 足湯, Fußbad)  ist ein öffentliches Badebecken, in dem die Leute in einem Onsen ihre Füße baden können. Es wird oft in Kurorten angeboten, damit man das heiße Quellwasser auch genießen kann, ohne sich ausziehen zu müssen. Meist sind Ashiyus kostenlos.